# 中村博文 (イラストレーター)
中村博文（なかむら ひろふみ、1959年1月12日 - ）は、日本のイラストレーター。香川県出身。
蓬萊学園シリーズや『ソード・ワールドRPGリプレイ第3部』の挿絵、表紙イラスト、シューティングゲーム『ガンバード』のキャラクターデザインなどで知られる。朱色、黄金色、濃い藍色、深緑などを多用する極彩色の色使い、キャラクターの力強い表情や細かな装飾まで書き込まれた衣装、物品類に特徴がある。
また「どじ」名義（サークル名「どじんち」「ジルド」「東京うどん」）で主にラフ原画集やアニメ・ゲームのパロディ漫画同人誌を発行。
その反面、特に商業活動においては遅筆（特に筆を取るまでが圧倒的に遅い）で有名で、画集『姫栗毛』は当初の発売予定日から大幅に遅れて発売されている。

## 来歴
- 1959年、香川県に生まれる。
- 香川県立善通寺第二高等学校（現・香川県立善通寺西高等学校）インテリアデザイン科卒。
- 高校卒業後、地元の広告代理店を経てデザイン会社に就職。
- 1983年、地元のタウン情報誌『月刊タウン情報かがわ』カットでイラストレーターとしてデビュー、同誌のイラストコラムや読者コーナーを4年近く担当する。
- 29歳の頃、同人活動がきっかけで『少年キャプテン』（徳間書店）に漫画デビューの話を持ちかけられ上京するも、掲載は頓挫。
- その後、ゲーム雑誌『マル勝PCエンジン』（角川書店）連載の読者参加ゲーム『水晶の王者』で挿絵を担当したことから、運営会社を同じくする蓬萊学園シリーズの挿絵なども担当するようになり、商業イラストレーターとして本格的な活動を開始する。

## 主な作品

### コンピュータゲーム向けキャラクターデザイン

#### メインデザイン
- メルクリウスプリティ（NECアベニュー）
- 戦国エース（彩京）
- ガンバード（彩京）
- 優しい図書館（451） - 中村博文デビュー25周年企画。企画原案、世界観設定、原画も兼任。

#### ゲストデザイン
- 対戦ホットギミック 快楽天（彩京） 隠しキャラクター「ミリオン」
- 三国志大戦（セガ） SR「蔡文姫」、SR「大虎」、UC「伏皇后」、SR「王異」

### イラスト
蓬萊学園シリーズ
- ネットゲーム90 蓬萊学園の冒険!
- 蓬萊学園の初恋!（新城十馬、富士見ファンタジア文庫刊）
- 蓬萊学園の犯罪!（上）（下）（新城十馬、富士見ファンタジア文庫刊）
- 蓬萊学園の魔獣!（上）（下）（新城十馬、富士見ファンタジア文庫刊）
- 蓬萊学園弁天女子寮攻防戦（新城十馬他、富士見ファンタジア文庫刊）
- 蓬萊学園の冒険!! テーブルトークRPG基本セット（遊演体）
- 蓬萊学園の放課後!! テーブルトークRPGサプリメント（遊演体）
- 蓬萊学園の探検!! テーブルトークRPGサプリメント（遊演体）
- 蓬萊学園のついたて マスタースクリーン（遊演体）
- 試験に出る蓬萊学園!（BNN）
- ネットゲームがよくわかる本（スニーカー・G文庫刊）
- 蓬萊カードゲーム ～がんばれ体育祭～（遊演体）
- 蓬萊タイムズ（遊演体）会誌

『蓬萊学園シリーズ』ではメインイラストレーターを務めている。イラストにたまたま戦車を描いたことがきっかけで公式設定にも戦車が登場するようになったなど、イラスト面から作品に与えた影響も大きい。中村自身このシリーズには大きな思い入れがあり、それゆえに、他の作品は描けていても、この作品についてだけは極度のスランプに陥り描けなくなったというエピソードも存在する。また、現時点の最新刊である『蓬萊学園の革命1』でも、当初はイラストを担当する予定になっていた。表紙は描き上がっていたようで、実際に『月刊ドラゴンマガジン』紙上に何度か予告として掲載されていた。しかし、最終的に刊行された際には差し替えられている。
ソード・ワールド関係
- ソード・ワールドRPGリプレイ第3部
  - 2万ガメルを取り返せ!
  - 混沌魔術師の挑戦
  - 亡者の村に潜む闇
  - バブリーズ・フォーエバー
- デーモン・アゲイン!!

『リプレイ第3部』の人気の半ばはキャラクターの性格とよく合った彼のイラストが支えていた感があり、『バブリーズ・リターン』において竹浪秀行にイラストが交代したときには読者から「キャラに合っていない」と非難の嵐が巻き起こった。のち読者からの熱烈なラブコールを受け、『デーモン・アゲイン!!』にて再びバブリーズ担当イラストレーターに復帰した。
雑誌
- タウン情報かがわ
  - 連載コラム「うだうだコネクション」（1988年頃まで）
  - 各種カット
- マル勝PCエンジン（角川書店）
  - 連載読者参加ゲーム「ローズ・トゥ・ロード 水晶の王者 / さまよえる白銀宮」挿絵
- コンプティーク（角川書店）
  - ゲーム攻略コーナー「How to Win」扉絵（コーナー開始から1994年7月号まで）
  - 読者参加ゲーム「ゲートワールド」挿絵
  - 付録小冊子「少年コンプ」漫画・イラストコラム
- コミックマスター（ホビージャパン）
  - 短編漫画多数
- 月刊ドラゴンマガジン（富士見書房）
  - ソード・ワールド関連イラスト多数
- 月刊コミック電撃大王（メディアワークス）
  - 読者コーナー「電撃エクスプローラー」扉絵（創刊号から2005年8月号まで）
  - 表紙イラスト、イラストピンナップ、付録トレーディングカード、短編漫画
- コミック零式（リイド社）
  - 各号表紙
- COMIC天魔（茜新社）
  - 各号イラストピンナップ

書籍
- Comickersテクニックブック「イラストスタートアップガイドカラーインク-センスアップのためのトレーニング集中講座」（美術出版社）イラスト講座
- 「彩京イラストレーションズ 彩」（新声社）表紙他
- 「月姫SS」（コンプティーク・編、角川書店）表紙
- 「電撃ガンパレード・マーチ THE COMIC」（電撃コミックス）表紙
- とらのあな10周年記念イラスト集「CHRONICLE」
- 「DRAGON BOOK 25th Anniversary  モンスター・コレクション　テイルズ」(富士見ドラゴン・ブック) 表紙
- 「フレイアになりたい」シリーズ（岡崎裕信、集英社スーパーダッシュ文庫）表紙・挿絵
- 「Fate/stay night コミックバトル」シリーズ（コンプティーク・編、角川書店）表紙
- 「メルクリウスプリティ 錬金術師の憂鬱」（苑崎透、電撃文庫）表紙・挿絵
- 「萌え萌え有毒生物図鑑」（有毒生物図鑑制作委員会、イーグルパブリシング）表紙

ゲーム
- 「メルクリウスプリティ」（NECアベニュー）オリジナルキャラクターデザイン・箱絵
- 「戦国ブレード」セガサターン版（アトラス）ゲストイラスト
- 「Fate/hollow ataraxia」（TYPE-MOON）ゲストイラスト

その他
- メディアワークス 電撃ゲーム3大賞 第7回告知イラスト
- コミックマーケット59 企業ブースパンフレット表紙イラスト
- 共信印刷 各種グッズ用イラストデザイン
- とらのあな 各種記念テレホンカード用イラスト

### ロゴデザイン
曲線をふんだんに取り入れた、シダ植物（イラストのモチーフとしても頻繁に用いられる）を思わせる独特の毛筆風デザインを得意とする。実際に一筆で仕上げるのではなく、何枚も書いた後にそれぞれの良い部分を切り貼りしたりホワイトで直したりして完成させる、自称「アヴァンギャルド書道」である。本人曰く「版下を作っていた経験から切り貼りに抵抗が無い」「デザイン会社で覚えた技術の中で唯一今でも役に立っている」とのこと。
- 西崎まりの「美熱少女」（白夜書房）
- 上山徹郎「隻眼獣ミツヨシ」（メディアワークス）
- こやま基夫「Gの影忍 完璧版」（メディアワークス）
- 三部けい「カミヤドリ」（角川書店）
- 小川雅史「風林火嶄」（講談社）
- 田中ほさな「乱飛乱外」（講談社）
- FragileOnline 「百鬼夜行」シリーズ（同人音楽CD）

### 画集
- CD-ROM画集 中村博文総天然色電視画廊「百年図書館」「真百年図書館」（ケイエスエス）
- 中村博文画集「姫栗毛」（メディアワークス）
- 中村博文作品集I「SILL-WET GARDEN」（ワニブックス）